# Sergej Konstantinovič Belosel'skij-Belozerskij
Sergej Konstantinovič Belosel'skij-Belozerskij, in russo Сергей Константинович Белосельский-Белозерский? (25 luglio 1867 – Tonbridge, 20 aprile 1951), è stato un generale russo.

## Biografia
Era il figlio primogenito di Konstantin Ėsperovič Belosel'skij-Belozerskij (1843-1920), e di sua moglie, Nadežda Dmitrievna Skobeleva (1847-1920).

## Carriera
Intraprese la carriera militare, iniziando come cornetta nel reggimento di cavalleria. Venne assegnato alla dell'ambasciata russa a Berlino e poi a Parigi.
Dal 1896 al 1905 è stato aiutante del granduca Vladimir Aleksandrovič Romanov. Nel 1906 raggiunse il grado di colonnello e, in seguito, a maggiore.
Durante la prima guerra mondiale ha comandato la 2ª e 3ª divisione di cavalleria. Il 29 dicembre 1915 è stato nominato capo della divisione di cavalleria caucasica.

## Matrimonio
Sposò Susan Tucker Whittier (1874-1934). Ebbero due figli:
- Sergej Sergeevič Belosel'skij-Belozerskij (1895-1978)
- Andrej Sergeevič Belosel'skij-Belozerskij (1909-1961)

## Ultimi anni e morte
Nel maggio del 1919, dopo la guerra civile in Finlandia, ha organizzato diversi incontri con il generale Mannerheim. Ha partecipato allo sviluppo e fornitura di Nord-Ovest Army (1919).
Si trasferì in Inghilterra, dove ha vissuto per più di quaranta anni. Il principe era un appassionato sportivo. È stato uno dei fondatori del San Pietroburgo Sports Club ed è stato un rappresentante russo al Comitato olimpico internazionale tra il 1900 e il 1908.
Morì il 20 aprile 1951 a Tonbridge ed è sepolto nel cimitero locale.